# P-610

P-610は、三菱電機がダイヤトーンブランドにて1958年（昭和33年）に販売した、16センチフルレンジスピーカーユニットである。NHKが自社で定めたBTS（放送技術規格）に最初に合格し、勇名を馳せた。
最終型の発表まで、改良を加えた複数の種類がある。

## 概要
三菱電機は、第二次世界大戦終結直後の1946年（昭和21年）にダイヤトーンラジオを発表し、ダイヤトーンブランドとして民生音響製品に本格参入した。P-610は、これらの経験を踏まえ、音を再生する末端機器として開発された。当時はモノラル音源主体の時代であったが、上記の通り同製品はNHKのBTSに最初に合格し、音が良いと評判を得た。
P-610は、現在よく見られるスピーカー製品と異なり、木製等の箱（エンクロージャー）等に据付られた状態の製品では無く、電気的に音を再生する本体装置のみの販売で、購入者はこれを良好な再生環境に置く為には前述の様なスピーカーの形状に完成させる必要があるものであった。しかし、同業の福音電機（現 パイオニア）や松下電器（現 パナソニック）からも同様の製品は多数販売されてゆく通り、これ自体は当時としては珍しいスタイルでは無かった。
三菱電機は、1999年（平成11年）に家庭向け音響製品の生産を停止するまで、既製品となる各種のスピーカーシステムを市場に投入し、オーディオマニアに高い評価を得てゆくが、P-610は最終型のP-610MA/P-610MBを1995年（平成7年）に、ダイヤトーンブランド50周年記念商品として発表するまで、各年代毎に基本設計はそのままに改良を加えて発表された。

## P-610シリーズ
- P-610　1958年発売。マッチングトランスを装備し、6Ωと600Ωのインピーダンスで使用できた。エッジは発泡ウレタン樹脂製。再生周波数帯域は80Hz～10KHz（±5dB）。出力音圧レベルは97dB（50cmにて）。
- P-610A　1968年（昭和43年）発売。同、AT・AJ型が存在した。BTS（放送技術規格）。エッジは発泡ウレタン樹脂製。再生周波数帯域は80Hz～13KHz。出力音圧レベルは97dB（50cmにて）。
- P-610B　1968年発売。JIS規格。エッジは発泡ウレタン樹脂製。再生周波数帯域は80Hz～13KHz。出力音圧レベルは97dB/W（50cmにて）。
- P-610M　1971年（昭和46年） に発売された4チャンネルステレオの再生に対応したリアスピーカー用スピーカーシステム「DS-16B」専用に開発された。再生周波数帯域は60Hz～13KHz（DS-16B組み込み時）。
- P-610FA/FB　1983年（昭和58年）発売。フェライト磁石を使用したA/B型の派生型。エッジは従来の発泡ウレタン樹脂に対し加水分解などによる経年変化に強い発泡ポリエチレン樹脂製。再生周波数帯域は70Hz～20KHz。出力音圧レベルは92dB。
- P-610DA/DB　1983年発売。アルニコ磁石を使用したA/B型の派生型。エッジは上記のP-610FA/FB同様、発泡ポリエチレン樹脂製。再生周波数帯域は70Hz～20KHz。出力音圧レベルは92dB。
- P-610MA/MB　1995年発売。アルニコ磁石を使用したA/B型の派生型。エッジは人工皮革（エクセーヌ）製。再生周波数帯域は70Hz～20KHz。出力音圧レベルは90dB。

※末尾番号[A]は16Ω、[B]は8Ω。